# The Vygors
The Vygors war ein deutsches Pop-Duo, bestehend aus den Schwestern Anya und Nina Vygors. Das 2000er Debütalbum der beiden Sängerinnen enthielt selbstgeschriebene Songs und wurde von Peter Weihe produziert. Die einzige Auskopplung Truth About Love stieg im Oktober des Jahres in die deutschen Charts, hielt sich dort 8 Wochen und erreichte Platz 76. Weitere Veröffentlichungen blieben aus.

## Diskografie
- 2000: The Vygors (Album, X-Cell Records)
- 2000: Truth About Love (Single, X-Cell Records)